# Sistema de doble híbrido
El Sistema de dos híbridos o técnica del doble híbrido en levadura es una técnica de biología molecular usada para detectar interacción entre dos proteínas. A menudo se denota por Y2H (del inglés Yeast Two Hybrid).

La técnica consiste en la activación de un gen reportero o más por la acción de un factor de transcripción sobre la secuencia regulatoria "UAS" (en inglés, Upstream activating sequence) localizada upstream del promotor.
El principio de la técnica es el siguiente, el factor de transcripción es separado en dos fragmentos, uno que reconoce UAS y el otro que promueve la activación de la maquinaria de transcripción. Cada fragmento es fusionado a una de las proteínas cuya interacción se desea analizar, usando técnicas de ingeniería genética. Si las proteínas forman un complejo entre sí, los dos fragmentos del factor de transcripción se encontrarán y el gen reportero será transcrito. 

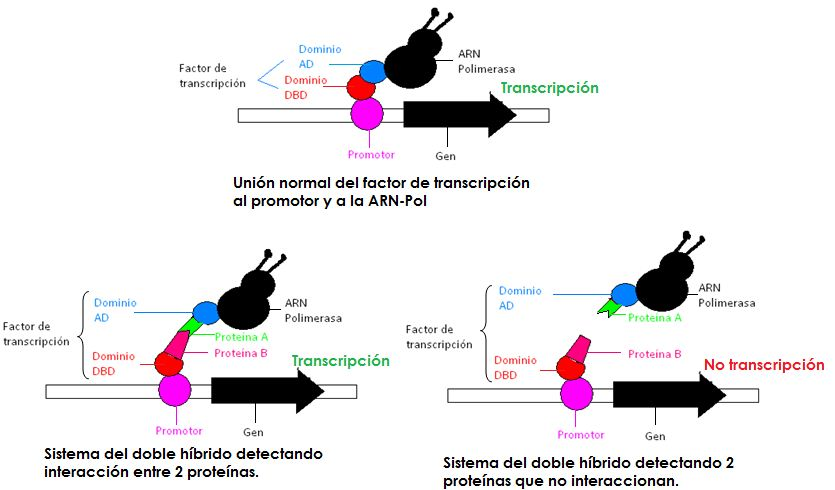
Esquema de la técnica del doble híbrido.

## Historia
Aplicada por primera vez por Stanley Fields y Song en 1989, esta técnica fue diseñada originalmente para detectar interacciones proteína-proteína usando el activador transcripcional GAL4 de la levadura Saccharomyces cerevisiae. La transcripción activada por GAL4 daba lugar a una proteína implicada en la utilización de galactosa, lo que constituía la base para la selección. Desde entonces, el mismo principio se ha ido adaptando para dar lugar a otros métodos alternativos, incluyendo algunos capaces de detectar interacciones ADN-proteína y ADN-ADN. Asimismo, se usa también en la actualidad Escherichia coli en lugar de levadura.

## Principios de la técnica
La técnica del doble híbrido se basa en el hecho de que la mayoría de factores de transcripción eucarióticos tiene una organización modular; poseen un dominio de activación y otro de interacción, que pueden funcionar si se encuentran próximos el uno al otro, pero sin necesidad de estar unidos directamente. Esto quiere decir que incluso aunque el factor de transcripción sea separado en dos fragmentos, es capaz de activar la transcripción cuando los dos fragmentos son conectados indirectamente.
El método de rastreo más común es el ensayo del doble híbrido en levadura. Este sistema suele servirse de una cepa de levadura modificada genéticamente para que sea defectiva en la biosíntesis de ciertos nutrientes (comúnmente aminoácidos o ácidos nucleicos). Cuando estas cepas se cultivan en medio que carecen de estos nutrientes, no son capaces de sobrevivir. Esta cepa mutante puede ser capaz de incorporar ADN foráneo vehiculado por un plásmido. En el sistema del doble híbrido de levadura, dos plásmidos independientes conteniendo el cebo y el anzuelo son simultáneamente introducidos en la cepa mutante de levadura. 
Los plásmidos son diseñados para producir un producto proteico en el cual el dominio de unión al ADN (en inglés, DNA-binding domain o BD) es fusionado con una de las proteínas mientras que otro plásmido es diseñado para producir un producto proteico en el que el dominio de activación (activation domain o AD, en inglés) es fusionado con la otra proteína a estudiar. La proteína fusionada con el BD se suele denominar proteína anzuelo o cebo (bait protein en inglés), y es comúnmente una proteína conocida que el investigador utiliza para identificar nuevas dianas de unión de la misma. La proteína fusionada con el AD se conoce como proteína presa (prey protein en inglés) y puede tratarse de una única proteína conocida o de una librería de proteínas conocidas o desconocidas. En este sentido, una librería consistiría en una colección de secuencias que en conjunto codifican para todas las proteínas expresadas en un organismo o tejido, o podría ser generada por síntesis aleatoria de secuencias de DNA. 
Si las proteínas cebo y presa interaccionan (por ejemplo, uniéndose), se hace posible la conexión indirecta entre los dominios AD y BD, haciendo que el dominio Ad se coloque en las proximidades del sitio de inicio de la transcripción y la transcripción del gen reportero se dé. Si por el contrario no interaccionan, no se da la transcripción del gen reportero. De esta manera, una interacción entre las proteínas se puede asociar a un cambio fenotípico en la célula.